# 카산드라 클레어

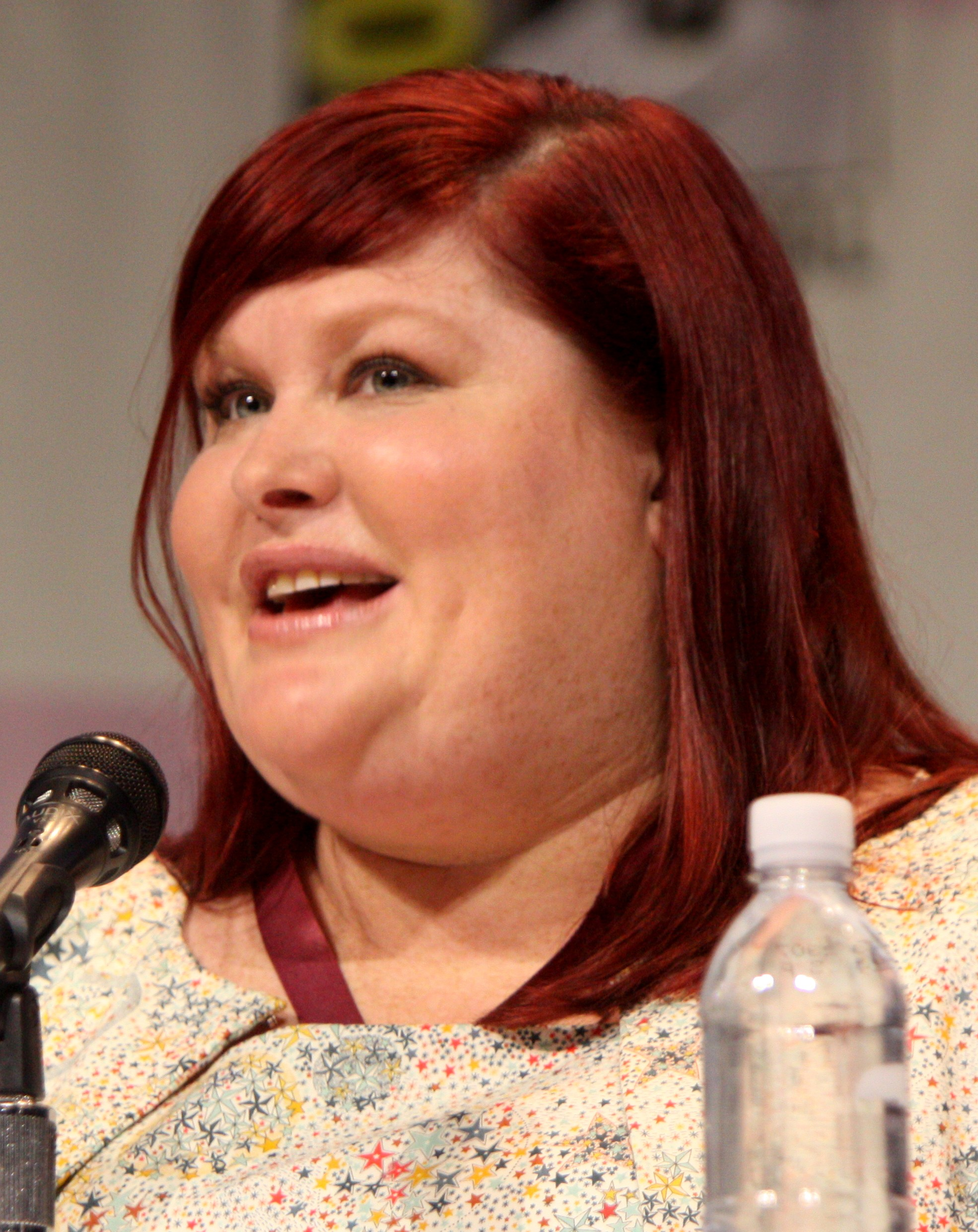

카산드라 클레어(영어: Cassandra Clare 커샌드라 클레어[*], 1973년 7월 27일 ~ )는 미국의 베스트셀러 작가이다. 《섀도우 헌터스 시리즈》로 잘 알려져 있다.